# Rumänien i Eurovision Song Contest 2013
Rumänien deltog i Eurovision Song Contest 2013 i Malmö i Sverige. De representerades av Cezar med låten It's My Life.

## Selecţia Naţională 2013

### Inför
Dan Manoliu, ledare för den rumänska delegationen i Eurovision Song Contest, berättade den 31 maj 2012 att TVR inte planerade att dra sig ur tävlingen. Den 28 november 2012 bekräftade TVR sitt deltagande i tävlingen år 2013. Man väljer sitt bidrag genom den nationella uttagningen med namnet Selecţia Naţională.

### Bidrag
Artister och låtskrivare kunde skicka in bidrag till uttagningen, detta mellan den 14 januari, samma dag som reglerna för uttagningen släpptes, och den 3 februari 2013. Totalt fick TV-bolaget in 148 bidrag. Artisterna valdes genom auditions som hölls i städerna Iaşi, Cluj-Napoca, Timișoara, Craiova och huvudstaden Bukarest. Auditions hölls mellan den 6 och 14 februari, i en ny stad varannan dag, och de utvalda artisterna framträdde med de låtar de fått live inför juryn. Den 18 februari avslöjades de bidrag som valts ut till tävlingen. Det var först tänkt att 24 till 28 skulle delta, men det blev dock hela 32 som valdes ut.

### Upplägg
Den första semifinalen av Selecţia Naţională 2013 hölls den 23 februari och följdes upp av den andra dagen därpå. Finalen hölls samtidigt som finalen av Melodifestivalen 2013, den 9 mars. Totalt framförde 32 deltagare sina bidrag i tävlingen, med 16 i varje semifinal.

### Programledare
Uttagningen hade fyra programledare. De var Paula Seling, Ovidiu Cernăuțeanu, Andreea Bănică och Marius Rizea. Programledarna hade fått rollen att spela medlemmarna i den svenska musikgruppen Abba och kom därmed att framträda med flera av gruppens hitlåtar under programmen, bland annat det vinnande ESC-bidraget "Waterloo".

### Deltagare
Noterbart är att två tidigare Eurovision Song Contest-representanter deltog i detta års Selecţia Naţională. Luminiţa Anghel representerade Rumänien i Eurovision Song Contest 2005 med låten "Let Me Try" och slutade där på tredje plats. Natalia Barbu tävlade för Moldavien i Eurovision Song Contest 2007 med låten "Fight" och slutade på tionde plats i finalen. 
Majoriteten av låtskrivarna och kompositörerna i tävlingen var rumäner. Dessutom stod Radu Sîrbu från Moldavien bakom Natalia Barbus låt. Därtill var 5 bidrag producerade av svenskar.

### Semifinal 1
Den första semifinalen gick av stapeln lördagen den 23 februari 2013. Totalt gick 6 bidrag vidare till finalen.
| Nr | Artist                      | Låt                           | Text (t) / Musik (m)                                                                                             |
| -- | --------------------------- | ----------------------------- | --- |
| 1  | Tudor Turcu                 | "Hello"                       | Pop Călin (m/t)                                                                                                  |
| 2  | Casa Presei                 | Un refren                     | Gabriel Basarebescu (m), Gabriel Basarebescu (t)                                                                 |
| 3  | Electric Fence              | "Emilia"                      | Indre Lucian (m/t), Ciente David (m/t), Vasile Elena Luminița (m/t), Antemir Antonio Eduard (m/t)                |
| 4  | Diana Hetea                 | "I Believe In Love"           | Jonas Gladnikoff (m/t), Sara Ljunggren (m/t), Johnny Sanchez (m/t), Michael James Down (m), Anders Kollerfors(m) |
| 5  | Station 4                   | "Your Heart Is Telling Me So" | Mihai Alexandru (m/t)                                                                                            |
| 6  | Edict                       | "Buddy Buddy"                 | Valeriu Cataraga (m), Neagu Anatol (t)                                                                           |
| 7  | FreeStay                    | "Criminal Mind"               | Matei Alexandru Mihai (m/t)                                                                                      |
| 8  | Maximilian Munteanu         | "Broken Heart"                | Petru Călinescu (m/t)                                                                                            |
| 9  | Brigitta & Mihai feat. TIPS | "One Heart"                   | Nițu Tudor (m), Brigitta Szebenyi (t)                                                                            |
| 10 | Natalia Barbu               | "Confession"                  | Sârbu Ana (m/t), Radu Sîrbu (t)                                                                                  |
| 11 | Spin & Cezar Dometi         | "Silver Lining"               | Cătălin Tuță Popescu (m/t)                                                                                       |
| 12 | Liviu Cătălin Mititelu      | "La donna di nero"            | Liviu Cătălin Mititelu (m/t)                                                                                     |
| 13 | Cezar Florin Ouatu          | "It's My Life"                | Cristian Faur (m/t)                                                                                              |
| 14 | Tamara Sofi                 | "Firebird"                    | Zoltan Pop (m/t)                                                                                                 |
| 15 | Luminiţa Anghel             | "Unique"                      | Rafael Herrero (m/t)                                                                                             |
| 16 | Anthony                     | "Dream Girl"                  | Hanif Sabzavari (m/t), Marcus Frenell (m), Frederik Randquist (m), Jimi Thiesen (m), Michael James Down (m)      |

### Semifinal 2
Den andra semifinalen gick av stapeln söndagen den 24 februari 2013. Totalt gick 6 bidrag vidare till finalen.
| Nr | Artist                | Låt                                 | Text (t) / Musik (m) |
| -- | --------------------- | ----------------------------------- | --- |
| 1  | Ovidiu Anton          | "Run away with me"                  | Ovidiu Anton (m/t) |
| 2  | Letiția Moisescu      | "We Are One"                        | Radu Alexandrescu (m/t), Sandu Ștefan (m/t)                                                                                       |
| 3  | Mosquito              | "Feel the Same"                     | Gabriel Băruță (m), Enache Eduard Mihai (t)                                                                                       |
| 4  | Alin Văduva           | "Storyline"                         | Kevin Borg (m/t), Simon Gribe (m/t), Alin Văduva (m/t), Aidan O’Conner (m/t)                                                      |
| 5  | Renee Santana         | "What is Love"                      | Mihai Alexandru (m/t) |
| 6  | Diana Matei           | "Ma Ma He"                          | Matei Diana (m/t), Alexandru Costel Gabriel (m/t)                                                                                 |
| 7  | 9 Gardens             | "All For Naught"                    | Cary Shields (m/t), Dan Secheli (m)                                                                                               |
| 8  | The Zuralia Orchestra | "Sukar Transylvania"                | Aurel Mirea (m/t) |
| 9  | ABCD                  | "Final de război"                   | Gabriel Maga (m), Cristina Haios (t)                                                                                              |
| 10 | Elena Cîrstea Muttart | "Spinning"                          | Cristian Faur (m/t), Elena Cîrstea Muttart (m/t)                                                                                  |
| 11 | Narcis Iustin Ianău   | "Seven"                             | Narcis Iustin Ianău (m/t), Dan Horațiu Dumitraș (m)                                                                               |
| 12 | Claudiu Mirea         | "I Feel so High"                    | Daniel Alexandrescu (m/t), Claudiu Mirea (m/t)                                                                                    |
| 13 | Andrei Leonte         | "Paralyzed"                         | Mike Eriksson (m/t), Johnny Andersson (m), Michael James Down (m), Jonas Thander (t)                                              |
| 14 | Cristian Prăjescu     | "The Best Thing In Life Is To Love" | Sergiu Rudichi (m/t) |
| 15 | Jul                   | "Wake Me Up"                        | Victor Bouroșu (m/t), Paul Iacob (m/t)                                                                                            |
| 16 | Phaser                | "Pour toi et pour moi"              | Carina Dumitru (m/t), Florin Pop-Magda (m), Tinu Vidaicu (m), Lucian Oprișan (m), Arnold Birta(m), Radu Racz (m), Corian Păun (m) |

### Final
De 12 bidrag som tagit sig vidare, 6 från varje semifinal, gjorde upp i finalen. Vinnare blev till slut Cezar med låten "It's My Life".
| Nr | Artist                    | Låt                                 | Text (t) / Musik (m)                                                                          | Tele | Jury | Totalt | Plats |
| -- | ------------------------- | ----------------------------------- | --------------------------------------------------------------------------------------------- | ---- | ---- | ------ | ----- |
| 1  | Casa Presei               | "Un refren"                         | Gabriel Basarebescu (m), Robert Turcescu (t)                                                  | 10   | 2    | 12     | 4     |
| 2  | Narcis Iustin Ianău       | "Seven"                             | Narcis Iustin Ianău (m/t), Dan Horațiu Dumitraș (m)                                           | 5    | 0    | 5      | 8     |
| 3  | FreeStay                  | "Criminal Mind"                     | Matei Alexandru Mihai (m/t), Florin Ristei (m/t)                                              | 0    | 5    | 5      | 9     |
| 4  | Elena Cârstea Muttart     | "Spinning"                          | Elena Cârstea Muttart (m/t), Cristian Faur (m)                                                | 4    | 7    | 11     | 5     |
| 5  | Luminiţa Anghel           | "Unique"                            | Rafael Herrero (m/t), Jose Juan Santana Rodriguez (t)                                         | 8    | 10   | 18     | 3     |
| 6  | Ovidiu Anton              | "Run Away With Me"                  | Ovidiu Anton (m/t)                                                                            | 0    | 3    | 3      | 11    |
| 7  | Cezar Florin Ouatu        | "It's My Life"                      | Cristian Faur (m/t)                                                                           | 12   | 8    | 20     | 1     |
| 8  | Cristian Prăjescu         | "The Best Thing in Life is To Love" | Sergiu Rudichi (m/t)                                                                          | 3    | 0    | 3      | 10    |
| 9  | Electric Fence            | "Emilia"                            | David Ciente (m/t), Elena Luminița Vasile (m/t), Antonio Eduard Antemir (m), Lucian Indre (m) | 7    | 12   | 19     | 2     |
| 10 | Al Mike ft. Renee Santana | "What is Love"                      | Mihai Alexandru (m/l), Alexandra Niculae (t)                                                  | 2    | 6    | 8      | 7     |
| 11 | Tudor Turcu               | "Hello"                             | Călin Pop (m/t), Norbert Kovács (m/t)                                                         | 6    | 4    | 10     | 6     |
| 12 | Andrei Leonte             | "Paralyzed"                         | Mike Eriksson (m/t), Johnny Sanchez (m), Michael James Down (m), Jonas Thander (t)            | 1    | 1    | 2      | 12    |

## Vid Eurovision
Rumänien har lottats till att framföra sitt bidrag i den andra halvan av den andra semifinalen den 16 maj 2013 i Malmö Arena.